# Devítková soustava
Devítková soustava je prakticky nepoužívaná číselná soustava o základu 9. Pro zápis čísel v této soustavě se používají číslice 0, 1, 2, 3, 4, 5, 6, 7 a 8. Setkat se s touto soustavou můžete v teoretických matematických úlohách. Protože devítka je druhou mocninou trojky, obsahuje jedna devítková číslice dvakrát více informací než trojková. Obsahuje {\displaystyle \log _{10}9\doteq 0,954} krát tolik informací, jako desítková soustava.

## Srovnání číselných soustav
| Číselná soustava (základ) | Číselná soustava (základ) | Číselná soustava (základ) | Číselná soustava (základ) | Číselná soustava (základ) | Číselná soustava (základ) | Číselná soustava (základ) | Číselná soustava (základ) | Číselná soustava (základ) | Číselná soustava (základ) | Číselná soustava (základ) | Číselná soustava (základ) | Číselná soustava (základ) |
| 10                        | 2                         | 3                         | 4                         | 5                         | 6                         | 7                         | 8                         | 9                         | 12                        | 16                        | 20                        | 36                        |
| ------------------------- | ------------------------- | ------------------------- | ------------------------- | ------------------------- | ------------------------- | ------------------------- | ------------------------- | ------------------------- | ------------------------- | ------------------------- | ------------------------- | ------------------------- |
| 1                         | 1                         | 1                         | 1                         | 1                         | 1                         | 1                         | 1                         | 1                         | 1                         | 1                         | 1                         | 1                         |
| 2                         | 10                        | 2                         | 2                         | 2                         | 2                         | 2                         | 2                         | 2                         | 2                         | 2                         | 2                         | 2                         |
| 3                         | 11                        | 10                        | 3                         | 3                         | 3                         | 3                         | 3                         | 3                         | 3                         | 3                         | 3                         | 3                         |
| 4                         | 100                       | 11                        | 10                        | 4                         | 4                         | 4                         | 4                         | 4                         | 4                         | 4                         | 4                         | 4                         |
| 5                         | 101                       | 12                        | 11                        | 10                        | 5                         | 5                         | 5                         | 5                         | 5                         | 5                         | 5                         | 5                         |
| 6                         | 110                       | 20                        | 12                        | 11                        | 10                        | 6                         | 6                         | 6                         | 6                         | 6                         | 6                         | 6                         |
| 7                         | 111                       | 21                        | 13                        | 12                        | 11                        | 10                        | 7                         | 7                         | 7                         | 7                         | 7                         | 7                         |
| 8                         | 1000                      | 22                        | 20                        | 13                        | 12                        | 11                        | 10                        | 8                         | 8                         | 8                         | 8                         | 8                         |
| 9                         | 1001                      | 100                       | 21                        | 14                        | 13                        | 12                        | 11                        | 10                        | 9                         | 9                         | 9                         | 9                         |
| 10                        | 1010                      | 101                       | 22                        | 20                        | 14                        | 13                        | 12                        | 11                        | A                         | A                         | A                         | A                         |
| 100                       | 1100100                   | 10201                     | 1210                      | 400                       | 244                       | 202                       | 144                       | 121                       | 84                        | 64                        | 50                        | 2S                        |
| 1000                      | 1111101000                | 1101001                   | 33220                     | 13000                     | 4344                      | 2626                      | 1750                      | 1331                      | 6B4                       | 3E8                       | 2A0                       | RS                        |